# Zürcher Schlittschuh Club Lions
Les Zürcher Schlittschuh Club Lions (anciennement Zürcher SC) sont un club de hockey sur glace de la ville de Zurich en Suisse. Il a été sacré champion de Suisse 11 fois, la dernière fois en 2025. Il évolue en National League. Son président est Walter Frey.

## Histoire
Le club a été fondé le 15 octobre 1930 sous le nom de Zürcher Schlittschuh Club.

## Palmarès
- Champion de Suisse (11)
  - 1936, 1949, 1961, 2000, 2001, 2008, 2012, 2014, 2018, 2024, 2025
- Coupe de Suisse (3)
  - 1960, 1961, 2016
- Coupe Victoria (1)
  - 2009
- Ligue des champions (2008-2009) / Trophée silver stone (1)
  - 2009
- Ligue des champions (1)
  - 2025
- Coupe continentale (2)
  - 2001, 2002
- Coupe Spengler (2)
  - 1944, 1945

## Effectif actuel
| No    | Nom                 | Nat. | Position  | Arrivée                              |
| ----- | ------------------- | ---- | --------- | ------------------------------------ |
| +030, | Šimon Hrubec        |      | Gardien   | 2022 - Avangard Omsk                 |
| +040, | Robin Zumbühl       |      | Gardien   | Formé au club                        |
| +004, | Patrick Geering – C |      | Défenseur | Formé au club                        |
| +006, | Yannick Weber       |      | Défenseur | 2021 - Penguins de Pittsburgh        |
| +029, | Danil Ustinkov      |      | Défenseur | Formé au club                        |
| +033, | Jan Schwendeler     |      | Défenseur | Formé au club                        |
| +044, | Mikko Lehtonen      |      | Défenseur | 2022 - SKA Saint-Pétersbourg         |
| +046, | Dean Kukan          |      | Défenseur | 2022 - Blue Jackets de Columbus      |
| +054, | Christian Marti     |      | Défenseur | 2016 - Phantoms de Lehigh Valley     |
| +077, | Timo Bünzli         |      | Défenseur | Formé au club                        |
| +072, | Santtu Kinnunen     |      | Défenseur | 2024 - Checkers de Charlotte         |
| +086, | Dario Trutmann      |      | Défenseur | 2019 - Lausanne HC                   |
| +007, | Joel Henry          |      | Attaquant | Formé au club                        |
| +008, | Willy Riedi         |      | Attaquant | Formé au club                        |
| +009, | Vinzenz Rohrer      |      | Attaquant | 2023 - 67 d'Ottawa                   |
| +010, | Sven Andrighetto    |      | Attaquant | 2020 - Avangard Omsk                 |
| +012, | Yannick Zehnder     |      | Attaquant | 2023 - EV Zoug                       |
| +013, | Justin Sigrist      |      | Attaquant | 2019 - Blazers de Kamloops           |
| +014, | Chris Baltisberger  |      | Attaquant | Formé au club                        |
| +018, | Nicolas Bächler     |      | Attaquant | Formé au club                        |
| +027, | Derek Grant         |      | Attaquant | 2023 - Ducks d'Anaheim               |
| +028, | Jesper Frödén       |      | Attaquant | 2023 - Firebirds de Coachella Valley |
| +038, | Rūdolfs Balcers     |      | Attaquant | 2023 - Crunch de Syracuse            |
| +062, | Denis Malgin        |      | Attaquant | 2023 - Avalanche du Colorado         |
| +070, | Marlon Graf         |      | Attaquant | Formé au club                        |
| +083, | Juho Lammikko       |      | Attaquant | 2022 - Canucks de Vancouver          |
| +091, | Denis Hollenstein   |      | Attaquant | 2018 - Genève-Servette HC            |

## Numéros retirés
- #15  Mathias Seger
- #31  Ari Sulander

Les maillots suivants n'ont pas été retirés officiellement mais ne sont plus attribués :
- #21  Reto Sturzenegger
- #23  Chad Silver (de)